# Altostratus

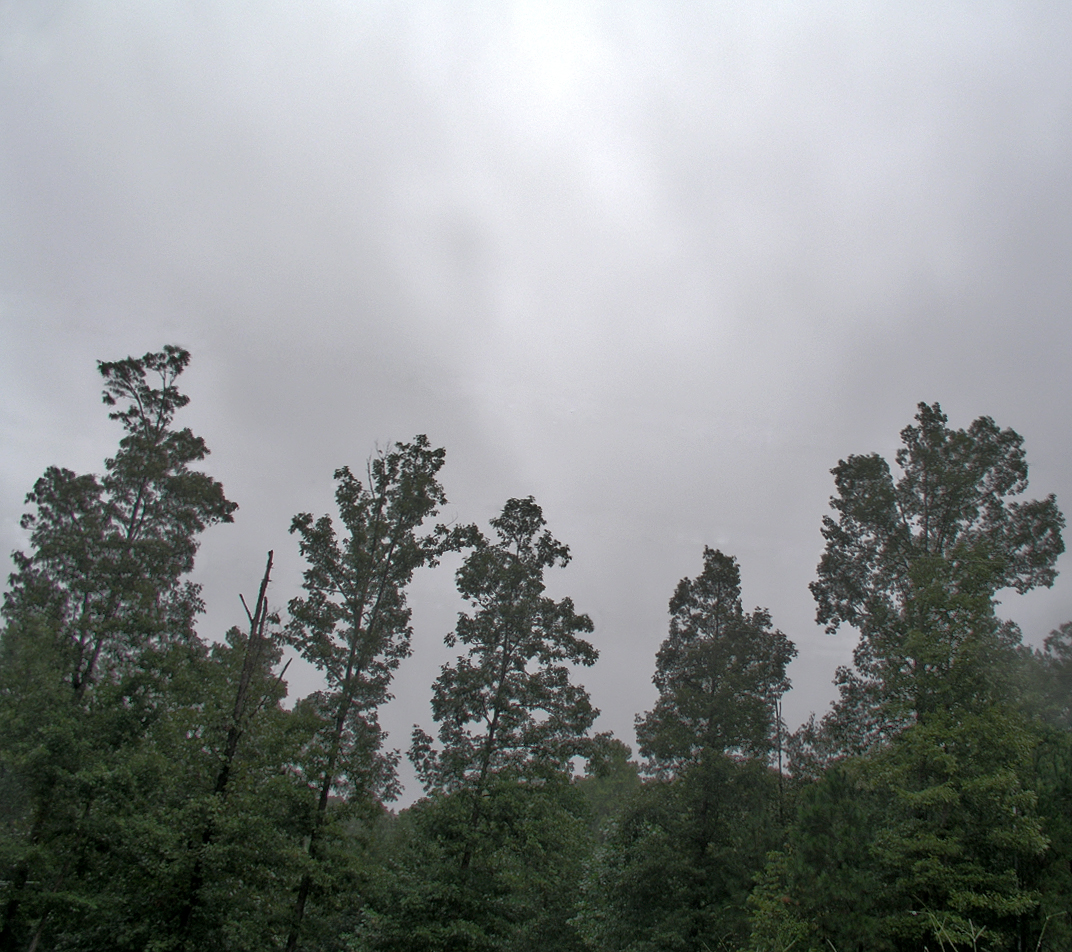
Altostratus felhő

Altostratus, lepelfelhő (nemzetközi jele: As). A felhő neve a latin altus = magas és a stratus = réteg szavak összevonásából ered. Szürkés, kékes felhőlepel, egyes esetekben csíkos, rostos réteg. Részben vagy egészen elborítja az eget. Általában 4000 és 8000 méter közötti magasságokban található, melegfront közeledését jelzi.
Altostratus kialakulhat a vastagodó cirrostratus-fátyolból (Altostratus cirrostratomutatus) és néha elvékonyodó esőrétegfelhőből (Altostratus nimbostratomutatus) is. Ha melegfront közeledik, az altostratus megvastagodik, ugyanakkor a barométer a légnyomás süllyedését mutatja.
Halmazállapota vegyes, amely esőcseppeket és hópelyheket is tartalmaz. Egyes részein átengedheti a Nap fényét, de a tárgyak nem adnak árnyékot, rajta keresztül nézve a Napkorong kontúrtalan lesz. Alsó részében a parányi vízcseppek száma elég nagy ahhoz, hogy a Nap és a Hold körvonalait elmossa, és ne lehessen nap- vagy holdudvart látni. Ebből a felhőből már hullhat csapadék. Beborítják a teljes eget egy terület fölött, melynek kiterjedése általában több száz négyzetkilométer is lehet. Habár az altostratus felhőkből nagyon kis csapadék hullik, gyakran jelzik a növekvő és valószínű csapadékot.

## Változatai
- Altostratus opacus, – középmagas, vastag rétegfelhő, a középmagas réteg és gomoly közötti átmeneti típus. Az időjárásfront közeledésével a felhőzet fokozatosan megvastagodik annyira, hogy eltakarja az eget, így a Nap még körvonalaiban sem látszik.
- Altostratus opacus undulatus, – vastag, középmagas rétegfelhő, amely hullámszerű elrendeződést mutat. A front közeledésével a felhőzet fokozatosan megvastagodik annyira, hogy eltakarja az eget, így a Nap még körvonalaiban sem látszik (opacus). A szél iránya és erőssége változik a magassággal, ezért szélnyíródás jön létre. Ez a szélnyíródás alakítja ki a hullámszerkezetet (undulatus). A széles, párhuzamos szalagokba rendeződő vagy sávozást mutató rétegfelhő látszólag a horizont valamely pontjához konvergál, mintha sugarak indulnának ki ebből a pontból.